# The Closer
The Closer è una serie televisiva statunitense trasmessa in prima visione negli Stati Uniti da TNT dal 2005 al 2012.
Protagonista della serie è Kyra Sedgwick nei panni di Brenda Leigh Johnson, a capo della principale squadra omicidi del Los Angeles Police Department, che ha la capacità di riuscire a portare alla confessione i criminali.

## Trama
Grazie alle sue precedenti esperienze con la CIA, Brenda Leigh Johnson viene trasferita a Los Angeles per fare da capo alla Priority Homicide Division. Superata una prima fase di risentimento, ha la fortuna di guidare una competente squadra del dipartimento. Contemporaneamente alle vicende professionali, Brenda deve anche far funzionare la sua vita privata, spesso sacrificata a favore della sua grande passione per il lavoro.
È ritratta come una donna intelligente, determinata ed esigente. Il personaggio ha la tendenza a offendere i colleghi e le altre persone coinvolte nei suoi casi, ma è abile nel determinare i fatti di un crimine, convincere confessioni e chiudere i casi.

## Episodi
Nel dicembre del 2010 venne annunciato che la settima stagione di The Closer sarebbe stata l'ultima prodotta, vista l'intenzione di Kyra Sedgwick di lasciare la serie. Il 30 gennaio 2011 venne annunciata la produzione di 6 episodi aggiuntivi alla settima stagione, rispetto ai consueti 15, per costruire il futuro spin-off della serie, Major Crimes.
| Stagione         | Episodi | Prima TV USA | Prima TV Italia |
| ---------------- | ------- | ------------ | --------------- |
| Prima stagione   | 13      | 2005         | 2005            |
| Seconda stagione | 15      | 2006         | 2007            |
| Terza stagione   | 15      | 2007         | 2008            |
| Quarta stagione  | 15      | 2008-2009    | 2009            |
| Quinta stagione  | 15      | 2009         | 2010            |
| Sesta stagione   | 15      | 2010-2011    | 2011            |
| Settima stagione | 21      | 2011-2012    | 2012            |

## Personaggi e interpreti
- Brenda Leigh Johnson (stagioni 1-7), interpretata da Kyra Sedgwick, doppiata da Barbara Castracane.
È a capo del Major Crimes Division (in precedenza Priority Homicide Division) del Los Angeles Police Department. Si tratta di un personaggio intelligente, determinato ed esigente. Brenda può essere offensiva nei confronti di alcune persone coinvolte nei casi, o dei colleghi di lavoro; tuttavia, ha notevoli competenze nel determinare le circostanze di un delitto, nell'estorcere confessioni e nel chiudere un caso. Brenda arriverà a mettere in atto strategie molto discutibili per far subire ai colpevoli una punizione, per così dire, di altro tipo: persino decretandone, indirettamente, la morte. Per esempio, liberando un soggetto sapendo che verrà giustiziato dagli stessi criminali.
- William Pope (stagioni 1-7), interpretato da J. K. Simmons, doppiato da Gino La Monica.
- David Gabriel (stagioni 1-7), interpretato da Corey Reynolds, doppiato da Massimo Bitossi.
- Russell Taylor (stagioni 1-7), interpretato da Robert Gossett, doppiato da Eugenio Marinelli.
- Louie Provenza (stagioni 1-7), interpretato da G. W. Bailey, doppiato da Sergio Di Giulio.
- Fritz Howard (stagioni 1-7), interpretato da Jon Tenney, doppiato da Roberto Draghetti.
- Andrew Flynn (stagioni 1-7), interpretato da Anthony Denison, doppiato da Pasquale Anselmo.
- Michael Tao (stagioni 3-7, ricorrente 1-2), interpretato da Michael Paul Chan, doppiato da Franco Mannella.
- Julio Sanchez (stagioni 3-7, ricorrente 1-2), interpretato da Raymond Cruz, doppiato da Riccardo Niseem Onorato.
- Irene Daniels (stagioni 3-4, ricorrente 1-2), interpretata da Gina Ravera, doppiata da Patrizia Burul.
- Buzz Watson (stagioni 4-7, ricorrente 1-3), interpretato da Phillip P. Keene, doppiato da Fabrizio Picconi.
- Sharon Raydor (stagione 7, ricorrente 5), interpretata da Mary McDonnell, doppiata da Roberta Greganti (ep. 5x03-5x07) e da Isabella Pasanisi (ep. 5x15, st. 7).

## Distribuzione internazionale
- Italia (The Closer): AXN, Mya e Premium Crime a pagamento, Italia 1 e Rete 4 in chiaro.
- Svizzera (The Closer): RSI LA1 ed RTS Un in chiaro.

## Riconoscimenti
- 2007 – Golden Globe
  - Miglior attrice in una serie drammatica a Kyra Sedgwick
- 2009 – People's Choice Awards
  - Migliore diva drammatica per una serie a Kyra Sedgwick
- 2010 – Premio Emmy
  - Migliore attrice in una serie TV drammatica a Kyra Sedgwick